# Чеволи, Микеле
Микеле Чеволи (итал. Michele Cevoli; 28 июля 1998 года, Сан-Марино) — сан-маринский футболист, защитник клуба «Ювенес/Догана» и сборной Сан-Марино.

## Карьера
Воспитанник клуба «Сан-Марино». В его составе выступает в четвертом по силе итальянском дивизионе.

## Сборная
Выступление за Сан-Марино Микеле Чеволи начал с игр за юношеские и молодежную сборные. За главную национальную команду он дебютировал 31 мая 2017 году в товарищеском матче против сборной Италии, в котором санмаринцы потерпели поражение со счетом 0:8.
8 июня 2019 года принял участие в игре отборочного этапа Чемпионата Европы 2020 года против сборной России в Саранске, в которой хозяева одержали самую крупную победу в своей истории со счетом 9:0. В поединке против россиян Чеволи открыл счет, на 25-й минуте забив в свои ворота.